# جامعة باريس الجنوبية
جامعة باريس الجنوبية (بالإنجليزية: University of Paris-Sud)‏، هي جامعة دولية خاصة تقع في باريس، فرنسا.

## الروابط الخارجية
1. 1 2 3 4  مذكور في: SIRENE. آخر تحديث: 27 أكتوبر 2021. لغة العمل أو لغة الاسم: الفرنسية.
2. ↑  وصلة مرجع: https://www.leparisien.fr/essonne-91/orsay-bures-alain-sarfati-nouveau-president-de-l-universite-paris-sud-16-01-2019-7989981.php.
3. ↑  وصلة مرجع: https://www.universite-paris-saclay.fr/en/news/universite-paris-saclay-to-become-one-of-the-leru-members-in-2020. مسار الأرشيف: https://web.archive.org/web/20190722194143/https://www.universite-paris-saclay.fr/en/news/universite-paris-saclay-to-become-one-of-the-leru-members-in-2020.
4. ↑  وزارة التربية الفرنسية العالي والبحث العلمي. "داتاغوف" (بالفرنسية). Retrieved 2023-12-15.
5. ↑  مُعرِّف قاعدة بيانات البحث العالمية (GRID): grid.418214.a.
6. ↑  مُعرِّف قاعدة بيانات البحث العالمية (GRID): grid.420043.1.
7. ↑  مُعرِّف قاعدة بيانات البحث العالمية (GRID): grid.457286.a.
8. ↑  مُعرِّف قاعدة بيانات البحث العالمية (GRID): grid.462047.3.
9. ↑  مُعرِّف قاعدة بيانات البحث العالمية (GRID): grid.462111.1.
10. ↑  مُعرِّف قاعدة بيانات البحث العالمية (GRID): grid.462346.1.
11. ↑  مُعرِّف قاعدة بيانات البحث العالمية (GRID): grid.462411.4.
12. ↑  مُعرِّف قاعدة بيانات البحث العالمية (GRID): grid.462435.2.
13. ↑  مُعرِّف قاعدة بيانات البحث العالمية (GRID): grid.462447.7.
14. ↑  مُعرِّف قاعدة بيانات البحث العالمية (GRID): grid.462450.1.
15. ↑  مُعرِّف قاعدة بيانات البحث العالمية (GRID): grid.462514.0.
16. ↑  مُعرِّف قاعدة بيانات البحث العالمية (GRID): grid.465540.6.
17. ↑  مُعرِّف قاعدة بيانات البحث العالمية (GRID): grid.462516.2.
18. ↑  مُعرِّف قاعدة بيانات البحث العالمية (GRID): grid.462625.1.
19. ↑  مُعرِّف قاعدة بيانات البحث العالمية (GRID): grid.462674.5.
20. ↑  مُعرِّف قاعدة بيانات البحث العالمية (GRID): grid.462731.5.
21. ↑  مُعرِّف قاعدة بيانات البحث العالمية (GRID): grid.462744.7.
22. ↑  مُعرِّف قاعدة بيانات البحث العالمية (GRID): grid.462747.4.
23. ↑  مُعرِّف قاعدة بيانات البحث العالمية (GRID): grid.462861.f.
24. ↑  مُعرِّف قاعدة بيانات البحث العالمية (GRID): grid.462965.a.
25. ↑  مُعرِّف قاعدة بيانات البحث العالمية (GRID): grid.463726.2.
26. ↑  مُعرِّف قاعدة بيانات البحث العالمية (GRID): grid.463808.1.
27. ↑  مُعرِّف قاعدة بيانات البحث العالمية (GRID): grid.463845.8.
28. ↑  مُعرِّف قاعدة بيانات البحث العالمية (GRID): grid.463850.c.
29. ↑  مُعرِّف قاعدة بيانات البحث العالمية (GRID): grid.463900.8.
30. ↑  مُعرِّف قاعدة بيانات البحث العالمية (GRID): grid.463932.9.
31. ↑  مُعرِّف قاعدة بيانات البحث العالمية (GRID): grid.463962.c.
32. ↑  مُعرِّف قاعدة بيانات البحث العالمية (GRID): grid.463972.d.
33. ↑  مُعرِّف قاعدة بيانات البحث العالمية (GRID): grid.463974.b.
34. ↑  مُعرِّف قاعدة بيانات البحث العالمية (GRID): grid.464043.1.
35. ↑  مُعرِّف قاعدة بيانات البحث العالمية (GRID): grid.464067.7.
36. ↑  مُعرِّف قاعدة بيانات البحث العالمية (GRID): grid.464070.1.
37. ↑  مُعرِّف قاعدة بيانات البحث العالمية (GRID): grid.464121.4.
38. ↑  مُعرِّف قاعدة بيانات البحث العالمية (GRID): grid.464173.3.
39. ↑  مُعرِّف قاعدة بيانات البحث العالمية (GRID): grid.464180.f.
40. ↑  مُعرِّف قاعدة بيانات البحث العالمية (GRID): grid.464199.7.
41. ↑  مُعرِّف قاعدة بيانات البحث العالمية (GRID): grid.469497.1.
42. ↑  مُعرِّف قاعدة بيانات البحث العالمية (GRID): grid.472498.4.
43. ↑  مُعرِّف قاعدة بيانات البحث العالمية (GRID): grid.472590.d.
44. ↑  مُعرِّف قاعدة بيانات البحث العالمية (GRID): grid.473340.7.
45. ↑  مُعرِّف قاعدة بيانات البحث العالمية (GRID): grid.482888.6.
46. ↑  مُعرِّف قاعدة بيانات البحث العالمية (GRID): grid.493838.d.
47. ↑  مُعرِّف قاعدة بيانات البحث العالمية (GRID): grid.493856.5.
48. ↑  وصلة مرجع: https://eua.eu/about/member-directory.html. الوصول: 16 يوليو 2019.
49. ↑  وصلة مرجع: http://www.couperin.org/presentation/notre-organisation/les-membres-de-couperin/items?cid=162id=221lang=fr.
50. ↑  وصلة مرجع: https://discovery.renater.fr/renater/. الوصول: 21 سبتمبر 2019.
51. ↑  وصلة مرجع: https://www.leru.org/members.
52. ↑  وصلة مرجع: http://www.curif.org/fr/a-propos/membres/.
53. ↑  "Our Members / Tier 4". اطلع عليه بتاريخ نوفمبر 2021. {{استشهاد ويب}}: تحقق من التاريخ في: |access-date= (مساعدة)
54. ↑  "معلومات عن جامعة باريس الجنوبية على موقع timeshighereducation.com". timeshighereducation.com. مؤرشف من الأصل في 2020-08-03.
55. ↑  "معلومات عن جامعة باريس الجنوبية على موقع opencorporates.com". opencorporates.com. مؤرشف من الأصل في 2020-07-26.
56. ↑  "معلومات عن جامعة باريس الجنوبية على موقع aleph.nkp.cz". aleph.nkp.cz. مؤرشف من الأصل في 2019-12-15.

- University of Paris-Sud official site (in English)
- University of Paris-Sud official site (in French)